# Campeonato Mundial de Ciclismo en Pista de 1960
El LVII Campeonato Mundial de Ciclismo en Pista se celebró en Leipzig (Alemania Oriental) entre el 3 y el 14 de agosto de 1960 bajo la organización de la Unión Ciclista Internacional (UCI) y la Federación de Ciclismo de Alemania Oriental.
Las competiciones se realizaron en el Velódromo Alfred Rosch de la ciudad germana. En total se disputaron 8 pruebas, 6 masculinas (3 profesionales y 3 amateur) y 2 femeninas.

## Medallistas

### Masculino profesional
| Evento                 | Oro                      | Plata                          | Bronce                      |
| ---------------------- | ------------------------ | ------------------------------ | --------------------------- |
| Velocidad individual   | Antonio Maspes · Italia  | Oscar Plattner · Suiza         | Joseph De Bakker · Bélgica  |
| Persecución individual | Rudi Altig RFA           | Willy Trepp · Suiza            | Ercole Baldini · Italia     |
| Medio fondo            | Guillermo Timoner España | Martin Wierstra · Países Bajos | Norbert Koch · Países Bajos |

### Masculinoamateur
| Evento                 | Oro                      | Plata                      | Bronce                      |
| ---------------------- | ------------------------ | -------------------------- | --------------------------- |
| Velocidad individual   | Sante Gaiardoni · Italia | Leo Sterckx · Bélgica      | David Handley Reino Unido   |
| Persecución individual | Marcel Delattre Francia  | Henk Nijdam · Países Bajos | Siegfried Köhler RDA        |
| Medio fondo            | Georg Stoltze RDA        | Siegfried Wustrow RDA      | Hendrik Buis · Países Bajos |

### Femenino
| Evento                 | Oro                      | Plata                            | Bronce                |
| ---------------------- | ------------------------ | -------------------------------- | --------------------- |
| Velocidad individual   | Galina Yermolayeva URSS  | Valentina Maximova URSS          | Jean Dunn Reino Unido |
| Persecución individual | Beryl Burton Reino Unido | Marie-Thérèse Naessens · Bélgica | Liubov Shoguina URSS  |

## Medallero
| Núm. | País         | Oro | Plata | Bronce | Total |
| ---- | ------------ | --- | ----- | ------ | ----- |
| 1    | Italia       | 2   | 0     | 1      | 3     |
| 2    | RDA          | 1   | 1     | 1      | 3     |
| 2    | URSS         | 1   | 1     | 1      | 3     |
| 4    | Reino Unido  | 1   | 0     | 2      | 3     |
| 5    | España       | 1   | 0     | 0      | 1     |
| 5    | Francia      | 1   | 0     | 0      | 1     |
| 5    | RFA          | 1   | 0     | 0      | 1     |
| 8    | Países Bajos | 0   | 2     | 2      | 4     |
| 9    | Bélgica      | 0   | 2     | 1      | 3     |
| 10   | Suiza        | 0   | 2     | 0      | 2     |
|      | TOTAL        | 8   | 8     | 8      | 24    |